# Голдрич Олег Семенович
Олег Семенович Голдрич (12 листопада 1938, Острожець, нині Львівської області — 1 жовтня 2008, Львів) — український хореограф.

## Біографія
Олег Семенович Голдрич народився 12 листопада 1938 року в селі Острожець Мостиського повіту Львівського воєводства (нині Мостиського району Львівської області).
З 1956 до 1960 року працював в установах культури Мостиського району.
У 1960–1964 роках здобував фахову освіту хореографа у Львівському фаховому коледжі культури і мистецтв . Після закінчення училища працював викладачем хореографічних дисциплін.
У 1974 році закінчив історичний факультет Львівського національного університету ім. І. Франка, здобувши фах історика.
Протягом 1965–2007 років працював за сумісництвом у студентських ансамблях «Черемош» Львівського національного університету ім. І. Франка, «Полонина» Українського національного лісотехнічного університету (Національний лісотехнічний університет України) та «Підгір'я» Львівського національного університету ветеринарної медицини та біотехнології ім. академіка С. Гжицького, які здобули звання «народний». Також очолював дитячі ансамблі «Дзвіночок» та «Розточчя» Пустомитівського району Львівської області, яким присвоєно звання «зразковий».
У 1995 році за особливі заслуги у галузі культури і мистецтва отримав почесне звання Заслужений працівник культури України.
1 жовтня 2008 року помер у Львові. Похоронений на цвинтарі села Острожець Мостиського району Львівської області.

## Творчість
У 1996–2001 роках працював за сумісництвом балетмейстером у Львівському національному театрі ім. М. Заньковецької. Створив для Українського національного академічного драматичного театру ім. М. Заньковецької хореографію до вистав: О. Кобилянської «У неділю рано зілля копала», Б. Стельмаха «Коханий нелюб», В. Герасимчука «Андрей», «Неповторність» на вірші Ліни Костенко та оперети Я. Барнича «Гуцулка Ксеня», а також до двох дитячих вистав: опери-казки Б. Янівського «Хоробрий півник» та казочки «Пітер Пен».

## Книжки Олега Голдрича
- Барви Карпат. — Львів, 1999.
- «Черемош» на американському континенті.- Львів: Логос, 2000.
- Пісні отчого дому. — Львів, 2002.
- Методика роботи з хореографічним колективом. — Львів: Каменяр, 2002.
- Методика роботи з хореографічним колективом. Друге видання.
- Хореографія.- Львів: Край, 2003.
- Хореографія. Друге видання. — Львів: Сполом, 2006.
- Голдрич О. С., Хитряк С. І. Музична хрестоматія для уроків народно-сценічного танцю. — Львів, 2003. ISBN 966-547-048-5
- Методика викладання хореографії.
- Танцюймо разом. — Львів: Сполом, 2006.
- Ансамбль танцю «Підгір'я» на Атлантиці.- Львів: Сполом, 2007.
- Муза мого життя. — Львів: Сполом, 2008.
- Улюблені пісні Олега Голдрича. — Львів: Край, 2010.